# Sierras de Bienvenida y la Capitana
Sierras de Bienvenida y la Capitana este o arie protejată (arie specială de conservare — SAC, sit de importanță comunitară — SCI) din Spania întinsă pe o suprafață de 480,58 ha, integral pe uscat.

## Localizare
Centrul sitului Sierras de Bienvenida y la Capitana este situat la coordonatele 38°16′13″N 6°09′07″W / 38.270278°N 6.151944°V.

## Înființare
Situl Sierras de Bienvenida y la Capitana a fost declarat sit de importanță comunitară în decembrie 2000 pentru a proteja 1 specie de plante și 7 specii de animale. Situl a fost protejat și ca arie specială de conservare în mai 2015.

## Biodiversitate
Situată în ecoregiunea mediteraneană, aria protejată conține 6 habitate naturale: Galerii și tufărișuri riverane sudice (Nerio-Tamaricetea și Securinegion tinctoriae), Păduri de Quercus ilex și Quercus rotundifolia, Tufărișuri termo-mediteraneene și de pre-deșert, Pante stâncoase calcaroase cu vegetație casmofită, Pseudostepă cu ierburi și specii anuale de Thero-Brachypodietea, Pante stâncoase silicioase cu vegetație casmofită.
La baza desemnării sitului se află mai multe specii protejate:
- plante (1): Narcissus fernandesii
- păsări (5): Galerida theklae, ciocârlie de pădure (Lullula arborea), prigoare (Merops apiaster), pitulice de munte (Phylloscopus collybita), silvie de tufiș (Sylvia undata)
- amfibieni (1): Discoglossus galganoi
- nevertebrate (1): fluturele auriu (Euphydryas aurinia)

Pe lângă speciile protejate, pe teritoriul sitului au mai fost identificate 14 specii de plante, 4 specii de amfibieni, 3 specii de mamifere, 1 specie de nevertebrate, 3 specii de reptile.